# Glasermühle
Glasermühle ist ein Gemeindeteil der Gemeinde Bischofsgrün im Landkreis Bayreuth (Oberfranken, Bayern). Glasermühle liegt in der Gemarkung Bischofsgrün.

## Geografie
Der Weiler liegt im Tal des Weißen Mains am Rande des Bischofsgrüner Forstes. Die Bundesstraße 303 führt entlang des Weißen Mains nach Rangen (1 km nordöstlich) bzw. nach Hinterröhrenhof (4,8 km südwestlich). Die Staatsstraße 2464 führt nach Gottmannsberg. Die Kreisstraße BT 4 führt nach Fleckl (5,2 km südöstlich). Eine Gemeindeverbindungsstraße führt nach Hirschhaid (0,7 km nordwestlich) bzw. die B 303 kreuzend nach Bischofsgrün (1,4 km östlich).

## Geschichte
Seit 1536 besteht ein Holz- und Sägemühle. 1769 wurde sie nach ihrem Besitzer Glaser benannt.
Glasermühle gehörte zur Realgemeinde Bischofsgrün. Gegen Ende des 18. Jahrhunderts bestand Glasermühle aus einem Anwesen. Die Hochgerichtsbarkeit stand dem bayreuthischen Stadtvogteiamt Berneck zu. Das Kastenamt Gefrees war Grundherr der Mahl- und Schneidmühle.
Von 1797 bis 1810 unterstand Glasermühle dem Justiz- und Kammeramt Gefrees. Infolge des Ersten Gemeindeedikts wurde Glasermühle dem 1812 gebildeten Steuerdistrikt Bischofsgrün und der Ruralgemeinde Bischofsgrün zugewiesen.

### Baudenkmäler
- Haus Nr. 3: Mühle
- Straßenbrücke über den Weißen Main

### Einwohnerentwicklung
| Jahr      | 001818 | 001819 | 001861 | 001871 | 001885 | 001900 | 001925 | 001950 | 001961 | 001970 | 001987 |
| Einwohner | *      | *      | †      | 9      | 12     | 51     | 77     | 91     | 72     | 56     | 42     |
| Häuser    | *      |        |        |        | 2      | 5      | 8      | 8      | 10     |        | 11     |
| Quelle    | [ 7 ]  | [ 10 ] | [ 11 ] | [ 12 ] | [ 13 ] | [ 14 ] | [ 15 ] | [ 16 ] | [ 17 ] | [ 18 ] | [ 1 ]  |

## Religion
Glasermühle ist nach St. Matthäus (Bischofsgrün) gepfarrt und evangelisch-lutherisch geprägt.